# A magyar labdarúgó-válogatott mérkőzései 2019-ben
Ez a magyar labdarúgó-válogatott 2019-es mérkőzéseiről szóló cikk. A programban nyolc Európa-bajnoki selejtező és két barátságos mérkőzés szerepelt. A válogatott négyszer nyert és hatszor kikapott. Az Eb-selejtezőben a csoportjában a negyedik helyen végzett, így közvetlenül nem jutott ki az Eb-re, de a 2018–2019-es UEFA Nemzetek Ligájában elért eredményei alapján pótselejtezőt játszik 2020 márciusában.
A 2019. november 15-i mérkőzés volt az első hivatalos mérkőzés az új Puskás Arénában.

## Eredmények
Győzelem
      Döntetlen
      Vereség
Az időpontok magyar idő szerint, zárójelben helyi idő szerint értendők.
934. mérkőzés – 2020-as labdarúgó-Európa-bajnokság (selejtező)
| 2019. március 21. 20:45 |

| Szlovákia           | 2–0                         | Magyarország |
| ------------------- | --------------------------- | ------------ |
| Duda 42' Rusnák 85' | (1–0) Jegyzőkönyv Részletek |              |

| Anton Malatinský Stadium, Nagyszombat Játékvezető: Vladislav Bezborodov (orosz) |

935. mérkőzés – 2020-as labdarúgó-Európa-bajnokság (selejtező)
| 2019. március 24. 18:00 |

| Magyarország          | 2–1                         | Horvátország |
| --------------------- | --------------------------- | ------------ |
| Szalai 34' Pátkai 76' | (1–1) Jegyzőkönyv Részletek | Rebić 13'    |

| Groupama Aréna, Budapest Játékvezető: William Collum (skót) |

936. mérkőzés – 2020-as labdarúgó-Európa-bajnokság (selejtező)
| 2019. június 8. 18:00 (20:00) |

| Azerbajdzsán | 1–3                         | Magyarország             |
| ------------ | --------------------------- | ------------------------ |
| Emreli 69'   | (0-1) Jegyzőkönyv Részletek | Orban 18' 53' Holman 71' |

| Bakcell Aréna, Baku Játékvezető: Kevin Blom (holland) |

937. mérkőzés – 2020-as labdarúgó-Európa-bajnokság (selejtező)
| 2019. június 11. 20:45 |

| Magyarország | 1–0                         | Wales |
| ------------ | --------------------------- | ----- |
| Pátkai 80'   | (0-0) Jegyzőkönyv Részletek |       |

| Groupama Aréna, Budapest Játékvezető: Matej Jug (szlovén) |

938. mérkőzés – barátságos
| 2019. szeptember 5. 20:45 |

| Montenegró                        | 2–1                         | Magyarország |
| --------------------------------- | --------------------------- | ------------ |
| Kosović 32' Mugoša 75' (11-esből) | (1–1) Jegyzőkönyv Részletek | 2' Holender  |

| Podgoricai Városi Stadion, Podgorica, Montenegró Játékvezető: Dimitar Mečkarovski (északmacedón) |

939. mérkőzés – 2020-as labdarúgó-Európa-bajnokság (selejtező)
| 2019. szeptember 9. 20:45 |

| Magyarország   | 1–2                         | Szlovákia           |
| -------------- | --------------------------- | ------------------- |
| Szoboszlai 50' | (0–1) Jegyzőkönyv Részletek | Mak 40' Boženík 56' |

| Groupama Aréna, Budapest Játékvezető: Antonio Mateu Lahoz (spanyol) |

940. mérkőzés – 2020-as labdarúgó-Európa-bajnokság (selejtező)
| 2019. október 10. 20:45 |

| Horvátország               | 3–0                         | Magyarország |
| -------------------------- | --------------------------- | ------------ |
| Modrić 5' Petković 24' 42' | (3–0) Jegyzőkönyv Részletek |              |

| Gradski stadion u Poljudu, Split |

941. mérkőzés – 2020-as labdarúgó-Európa-bajnokság (selejtező)
| 2019. október 13. 18:00 |

| Magyarország | 1–0                         | Azerbajdzsán |
| ------------ | --------------------------- | ------------ |
| Korhut 10'   | (1–0) Jegyzőkönyv Részletek |              |

| Groupama Aréna, Budapest Játékvezető: Dennis Higler (holland) |

942. mérkőzés – barátságos
| 2019. november 15. 19:00 |

| Magyarország | 1–2             | Uruguay                     |
| ------------ | --------------- | --------------------------- |
| Szalai 24'   | (1–2) Részletek | Cavani 15' B. Rodríguez 21' |

| Puskás Aréna, Budapest Játékvezető: Damir Skomina (szlovén) |

943. mérkőzés – 2020-as labdarúgó-Európa-bajnokság (selejtező)
| 2019. november 19. 20:45 (19:45) |

| Wales          | 2–0                         | Magyarország |
| -------------- | --------------------------- | ------------ |
| Ramsey 15' 47' | (1–0) Jegyzőkönyv Részletek |              |

| Cardiff City Stadion, Cardiff Játékvezető: Ovidiu Hațegan (román) |

| Előző év: 2018 | A magyar labdarúgó-válogatott mérkőzései 2010 és 2019 között | Következő év: 2020 |